# جزيرة فلنيت (الكرنتيا)

تعديل مصدري - تعديل

جزيرة فلنيت هي أحد جزر اليمن وتقسم إدارياً كأحد أحياء مديرية التواهي بمحافظة عدن .

## روابط خارجية
- الجهاز المركزي للإحصاء بالجمهورية اليمنية
- المركز الوطني للمعلومات باليمن نسخة محفوظة 10 أبريل 2015 على موقع واي باك مشين.